# Reprezentacja Czech na Mistrzostwach Świata w Narciarstwie Klasycznym 2007
Reprezentacja Czech na Mistrzostwach Świata w Narciarstwie Klasycznym 2007 liczyła 21 sportowców. Najlepszym wynikiem było 1. miejsce Kateřiny Neumannovej w biegu kobiet na 10 km.

## Medale
Złote medale
- Biegi narciarskie, bieg na 10 km: Kateřina Neumannová

 Srebrne medale
- Biegi narciarskie, bieg na 15 km: Kateřina Neumannová

 Brązowe medale
- Biegi narciarskie, sprint drużynowy: Milan Šperl, Dušan Kožíšek

## Wyniki

### Biegi narciarskie mężczyzn
Sprint
- Dušan Kožíšek - 16. miejsce

Sprint drużynowy
- Milan Šperl, Dušan Kožíšek - 3. miejsce, brązowy medal

Bieg na 15 km
- Martin Koukal - 27. miejsce
- Jiří Magál - 30. miejsce
- Milan Šperl - 45. miejsce

Bieg na 30 km
- Lukáš Bauer - 7. miejsce
- Jiří Magál - 15. miejsce
- Martin Jakš - nie ukończył
- Martin Koukal - nie ukończył

Bieg na 50 km
- Lukáš Bauer - 5. miejsce
- Martin Koukal - 21. miejsce

Sztafeta 4 × 10 km
- Martin Koukal, Lukáš Bauer, Jiří Magál, Milan Šperl - 8. miejsce

### Biegi narciarskie kobiet
Sprint
- Eva Nývltová - 45. miejsce

Bieg na 10 km
- Kateřina Neumannová - 1. miejsce, złoty medal
- Ivana Janečková - 32. miejsce
- Eva Nývltová - 37. miejsce
- Helena Erbenová - 49. miejsce

Bieg na 15 km
- Kateřina Neumannová - 2. miejsce, srebrny medal
- Kamila Rajdlová - 22. miejsce
- Eva Nývltová - 37. miejsce
- Helena Erbenová - 43. miejsce

Bieg na 30 km
- Kamila Rajdlová - 11. miejsce
- Ivana Janečková - 21. miejsce

Sztafeta 4 × 5 km
- Helena Erbenová, Kamila Rajdlová, Ivana Janečková, Kateřina Neumannová - 5. miejsce

### Kombinacja norweska
Sprint HS 134 / 7,5 km
- Miroslav Dvořák - 24. miejsce
- Tomáš Slavík - 27. miejsce
- Pavel Churavý - 29. miejsce
- Martin Škopek - 33. miejsce

HS 100 / 15.0 km metodą Gundersena
- Pavel Churavý - 23. miejsce
- Miroslav Dvořák - 25. miejsce
- Tomáš Slavík - 39. miejsce
- Martin Škopek - 46. miejsce

Kombinacja drużynowa
- Miroslav Dvořák, Pavel Churavý, Tomáš Slavík, Martin Škopek - 7. miejsce

### Skoki narciarskie
Normalna skocznia indywidualnie HS 100
- Jakub Janda - 18. miejsce
- Roman Koudelka - 25. miejsce
- Antonín Hájek - 36. miejsce
- Ondřej Vaculík - 50. miejsce

Duża skocznia indywidualnie HS 134
- Jakub Janda - 20. miejsce
- Roman Koudelka - 25. miejsce
- Antonín Hájek - 45. miejsce

Duża skocznia drużynowo HS 134
- Roman Koudelka, Jan Matura, Antonín Hájek, Jakub Janda - 9. miejsce